# Salvatore Viganò

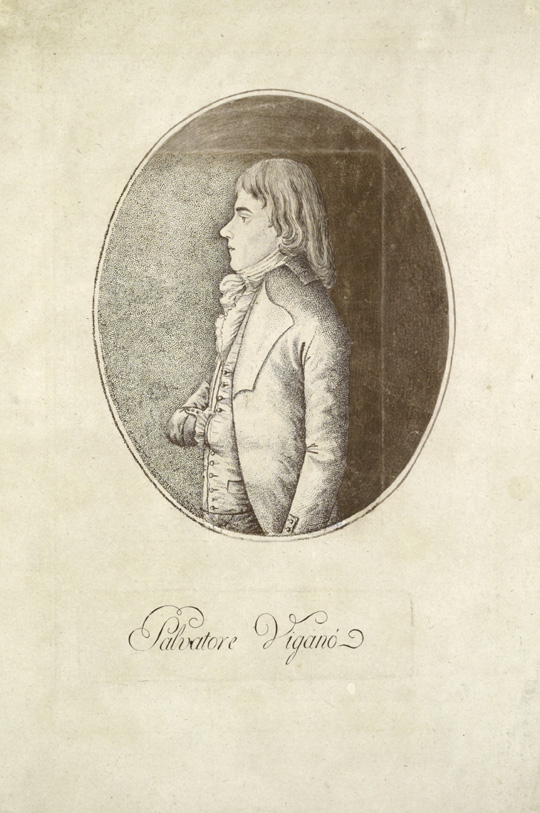
Salvatore Viganò (gravura).

Salvatore Viganò (Nápoles, 25 de março de 1769 — Milão, 10 de agosto de 1821) foi um compositor e coreógrafo italiano.

## Biografia
Filho de um notável coreógrafo, Onorato Viganò, estudou composição com Luigi Boccherini (seu tio), passando a partir da década de 1780 a compor música original.
Em 1788 estreou-se como bailarino em Veneza, actuando nas celebrações da coroação de Carlos IV de Espanha em 1789. 
Foi aluno do bailarino e coreógrafo francês Jean Dauberval. 
Em 1791 alcançou com a sua esposa êxito em Veneza com o seu primeiro ballet coreografado, Raoul de Créqui. 
Foi maestro de ballet em Viena, onde colaborou com Ludwig van Beethoven no ballet As Criaturas de Prometeu.
Voltou para Itália em 1804 e aceitou o cargo de maestro da escola de ballet do La Scala de Milão. 
É considerado o fundador de um novo tipo de espectáculo, chamado coreodrama, onde a dança convive com a pantomina e outras formas artísticas. O estilo de Viganò era classicista, concedendo grande relevância ao corpo de ballet, o conjunto de bailarinos que actua como coro, até então relegado a meros comparsas, que com Viganò ganharam protagonismo, com números próprios. 

## Obras
- La vedova scoperta, 1783
- As Criaturas de Prometeu, 1801
- Coriolano, 1804
- Gli Strelizzi, 1809
- Il noce di Benevento, 1812
- Numa Pompilio, 1815
- Mirra, 1817
- Otello, 1818
- Dedalo, 1818
- La Vestale, 1818
- I Titani , 1819
- Giovanna d'Arco 1821
- Didone, 1821